# 新蘇爾縣

51°48′N 15°43′E / 51.800°N 15.717°E
新蘇爾縣（波蘭語：Powiat nowosolski），是波蘭的縣份，位於該國西部，由盧布斯卡省負責管轄，首府設於新蘇爾，面積771平方公里，2006年人口86,773，人口密度每平方公里110人。